# Petronella D’Acierno
Petronella D’Acierno (* 16. April 1877 in Borno, Val Camonica, oder Zürich; † 12. April 1962 in Heiden) war eine italienisch-schweizerische Heilpraktikerin und Kur-Anstaltsleiterin. Der von ihr bevorzugt verschriebene Pagliano-Sirup – ein potentes Abführmittel – brachte ihr unter anderem den Spitznamen «Pagliano-Tante» ein.

## Leben
Petronella D’Acierno wurde 1877 als Tochter der Maria Elisabetha Wydler und eines Schweizers mit Nachnamen Wydler geboren. Aufgrund des frühen Todes ihres leiblichen Vaters erhielt sie bald einen Stiefvater namens Mosé Mabellini. Die Familie lebte in Italien, wobei D’Acierno zeitweise aber auch bei einer Tante in Lissabon unterkam. Es war dann auch jener Tante zu verdanken, dass D’Acierno zur Heilkunde fand, bereisten sie doch gemeinsam Abessinien, wo sie entsprechende Kenntnisse erwarb.
Als 20-Jährige zog Petronella D’Acierno mit ihrem Verlobten Vincenzo Martino D’Acierno nach Zürich. 1898 erfolgte die Heirat der beiden, und bald folgte auch schon das erste der insgesamt sieben Kinder. Nachdem ihr Mann 1905 nach Italien zurückgekehrt war, sorgte Petronella D’Acierno alleine für den Unterhalt ihrer Kinder. Sie arbeitete als Haushaltshilfe, dies unter anderem beim Gründer und ersten Direktor der Zigarettenfabrik Turmac in Zürich-Seebach. Dessen wundersame Heilung, unter Zutun des Pagliano-Sirups, begründete ihren Ruf als Heilpraktikerin. Ihr feierabendliches Handlesen und Erteilen von Ratschlägen erfreute sich bald grosser Beliebtheit.
Als Reaktion auf ein behördliches Tätigkeitsverbot im Jahr 1926 schaute sich die mittlerweile berühmte «Wunderdoktorin» nach Alternativen um und erwarb noch im gleichen Jahr die Pension mit Gasthaus «Neubad» in Heiden. Der Kanton Appenzell Ausserrhoden kannte eine weniger restriktive Gesetzgebung gegenüber Heilpraktikerinnen und Heilpraktikern. Hier eröffnete sie somit ihre Kuranstalt. Bereits 1930 erfolgte dann der Umzug in die Pension «Turm» im Dorfzentrum von Heiden mit nunmehr Platz für 30 bis 40 Kurgäste. Angeboten wurden «Spezial-Behandlung von Ischias» sowie «Spezial-Schröpf-Verfahren für allerhand Blutdruck, Karfunkel- und Furunkel-Behandlung, Chronische Kopfleiden oder Angstgefühle». Mit Unterstützung einiger ihrer Kinder baute D’Acierno den Familienbetrieb weiter aus, zu dem, nebst den eigentlichen Heilkuren, auch ein Versandhandel mit Arzneimitteln gehörte. D’Acierno übte ihre Heiltätigkeit bis ins hohe Alter aus, reduzierte ihre Praxis jedoch ab 1956 auf das wesentlich kleinere «Pöstli» im Schmittebüel. 1962 starb sie knapp 85-jährig.

## Pagliano-Kur
D’Acierno leitete ihre heilkundlichen Behandlungen gerne mit der Verschreibung des Pagliano-Sirups ein. Dabei handelte es sich um ein starkes Abführmittel, das D’Acierno von einem Apotheker in Oerlikon bezog. Vater und Erfinder des Pagliano war der Italiener Girolamo Pagliano. Nebst der Pagliano-Kur verordnete D’Acierno ihren Patientinnen und Patienten aber vor allem auch gesunde Kost, Alkoholabstinenz und Bewegung.

## Veröffentlichungen (Auswahl)
- Krankheits-Erscheinungen und wie sie durch Naturmittel geheilt werden können. 1927/1928.
- Gesundheit ist Macht, eine lehrreiche Broschüre. o. J. (ca. 1936).